# Xyleborini
Xyleborini (лат.) — триба жуков-короедов, одна из крупнейших в составе подсемейства Scolytinae (Curculionidae). Включает более 1100 видов.

## Распространение
Встречаются повсеместно в лесных регионах во всех зоогеографических областях. Большинство распространены в Ориентальной области (500), Неотропике (240), Афротропике (200), Австралии и Океании (160), Палеарктике (65).

## Описание
Мелкие жуки-короеды, величина которых колеблется в пределах нескольких миллиметров (от 2 до 4 мм). Усики коленчатые с ясно отграниченной крупной булавой и скапусом, тонкими лапками. Большинство специализировалось в выборе древесных растений.
Самок Xyleborina можно отличить от других короедов по округлой, дорсовентрально уплощенной булавы усиков с часто заметно склеротизированным первым сегментом, вдавленным субментумом, дугообразными и уплощенными голенями средних и задних ног, вооруженными шестью или более зубчиками (если не уменьшены вторично), переднеспинка сильно выпуклая антеродорсально, на переднем скате вооружена неровностями. Биологически эта группа четко определяется комбинацией гаплодиплоидной генетической системы, в которой гаплоидные самцы нелетающие и часто карликовые, демонстрируют крайнее инбридинг и облигатный симбиоз питания с грибами-ксилофагами («грибное садоводство»). Хотя эти биологические особенности встречаются в других трибах у Scolytinae, их совместное появление у Xyleborina уникально. Предполагается, что эти биологические особенности являются причиной быстрой радиации, которая произвела более 1000 видов с раннего олигоцена. И быстрая диверсификация, и инбридинг являются вероятными причинами неясных видовых ограничений и относительного отсутствия четко определяемых морфологических признаков.
Имеют гаплодиплоидную систему спаривания с экстремальным инбридингом. Обычно самки спариваются с братьями перед тем, как покинуть натальную галерею. Если самка не спаривается, то откладывает гаплоидные яйца, которые развиваются в самцов. Взрослый самец, карликовый и нелетающий, может спариваться со своей матерью, которая затем производит диплоидные яйца, которые развиваются в самок. Эти жуки также выращивают симбиотические грибные сады в туннелях, которые они проложили в деревьях.
У Xyleborini есть микангий, специализированная часть тела, которая заполняется грибами и обеспечивает безопасный перенос грибов в новые места обитания. Микангии представляют собой инвагинированные мешочки, которые возникают в голове возле нижних челюстей, переднеспинки / мезонотума и в основании надкрылий. Тип микангиума имеет тенденцию быть таксоноспецифичным, и несколько родов грибов образуют специфические симбиотические отношения с родами Xyleborini. Таким образом, по прибытии в новое место даже неоплодотворённая самка, снабженная симбиотическими грибами, может произвести грибной сад и семью, которая в конечном итоге может превратиться в популяцию жуков. Этот огромный потенциал колонизации привел к случайной интродукции 31 и 12 видов в результате глобальной торговли в Северную Америку и Европу, соответственно. Большинство этих интродуцированных видов были местными для Юго-Восточной Азии. В Северной Америке три азиатских вида Euwallacea fornicatus, E. kuroshio и Xyleborus glabratus нанесли серьезный экономический и экологический ущерб деревьям в городских, пригородных и в естественных природных зонах.

## Классификация
Включает более 1100 видов, это одна из двух крупнейших триб жуков-короедов из подсемейства Scolytinae (Curculionidae) после Corthylini, в которой 1200 видов. Половина видов относится к крупнейшему роду Xyleborus (около 500).
- Amasa Lea, 1893
- Ambrosiodmus Hopkins, 1915 (или в Xyleborus)
- Ambrosiophilus Hulcr & Cognato, 2009[7]
- Ancipitis  Hulcr & Cognato, 2013[8]
- Anisandrus  Ferrari, 1867
- Arixyleborus Hopkins, 1915
- Beaverium Hulcr & Cognato, 2009[7]
- Diuncus Hulcr & Cognato, 2009[7]
- Cnestus Sampson, 1911
- Coptoborus Hopkins, 1915
- Coptodryas Hopkins, 1915
- Cryptoxyleborus Schedl, 1937
- Cyclorhipidion Hagedorn, 1912 (включая Terminalinus)
- Debus  Hulcr & Cognato, 2010[9]
- Diuncus  Hulcr & Cognato, 2009[7]
- Dryocoetoides Hopkins 1915
- Dryoxylon Bright & Rabaglia 1999
- Eccoptopterus Motschulsky 1863
- Euwallacea Hopkins, 1915 (или в Xyleborus)
- Fortiborus  Hulcr & Cognato, 2010[9]
- Fraudatrix  Cognato, Smith & Beaver, 2020[10]
- Hadrodemius Wood, 1980[11]
- Heteroborips  Reitter, 1913
- Immanus  Hulcr & Cognato, 2013
- Leptoxyleborus Wood, 1980[11]
- Microperus Wood, 1980[11]
- Planiculus  Hulcr & Cognato, 2010[9]
- Pseudowebbia Browne, 1962
- Sampsonius Eggers, 1935
- Schedlia Browne, 1950
- Streptocranus Schedl, 1939
- Taphrodasus Wood, 1980[11]
- Taurodemus Wood, 1980[11]
- Theoborus Hopkins, 1915
- Tricosa  Cognato, Smith & Beaver, 2020[10]
- Truncaudum  Hulcr & Cognato, 2010[9]
- Webbia Hopkins, 1915
- Xyleborinus Reitter, 1913
- Xyleborus Eichhoff, 1864
- Xylosandrus Reitter, 1913